# Daniel Mutu
Daniel Mutu (n. 11 septembrie 1987, Arad, România) este un fotbalist român, care joacă pe post de portar la Ciucaș Tărlungeni⁠(d) în Liga a III-a.